# جيورجوس كوداس
جيورجوس كوداس (باليونانية: Γιώργος Κούδας)‏، من مواليد 23 نوفمبر 1946 ، لاعب كرة قدم يوناني سابق.
لعب مع منتخب اليونان لكرة القدم.

## روابط خارجية
- جيورجوس كوداس على موقع قاعدة بيانات كرة القدم.إي يو (الإنجليزية)
- جيورجوس كوداس على موقع ناشيونال فوتبول تيمز (الإنجليزية)
- جيورجوس كوداس على موقع عالم كرة القدم.نت (الإنجليزية)